# جسم حر
الجسم الحر (بالإنجليزية: Free body)‏: هو مصطلح عام يستخدمه الفيزيائيون والمهندسون لوصف جسم ما، فقد يكون كرة بولينغ، أو مركبة فضائية، أو جسم معلق، أو حتى تلفاز، أو أي شيء آخر، والتي يمكن اعتبارها كوحدة واحدة. ليس بالضرورة أن يكون الجسم حرًا بالمعنى الحرفي للكلمة، فقد يكون الجسم محصورا ولا يمكنه الذهاب إلى أي مكان، أو يكون مقيدًا في مدار خاص. الفكرة هي أن الفيزيائيين يعتبرونه وحدة واحدة. ويرتبط المصطلح بمفهوم مخطط الجسم الحر.

## اقرأ أيضا
- مخطط الجسم الحر.